# Mikluszowice
Mikluszowice ist eine Ortschaft mit einem Schulzenamt der Gemeinde Drwinia im Powiat Bocheński der Woiwodschaft Kleinpolen in Polen.

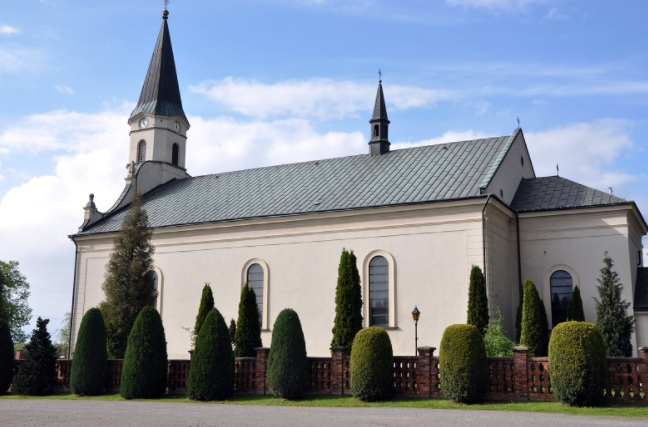
Ortskirche

## Geschichte
Laut einer Legende gab es im frühen Mittelalter auf einem örtlichen Hügel am linken Ufer der Raba einen heidnischen Tempel des Gottes Miklos bzw. Miklusz. Eine christliche Kirche könnte dort schon im 12. Jahrhundert bestanden haben.
Die Pfarrei sowie der Ort Niculaussowicz bzw. Niclauschowicz wurde erstmals im Peterspfennigregister in den Jahren 1325 bis 1327 im Dekanat Kazimierz des Bistums Krakau erwähnt. Der Ortsname entwickelte sich zu Niculsavicz (1334), Niculanssovicz (1335), Miclussowicz (1345), Miclussewicze (1367), Mikluzowicz (1395), Miclussouicze (1397), Miczkisowicz (1436) usw. Er ist patronymischer (Suffix -(ow)ice) Herkunft abgeleitet vom Personennamen Miklosz (z. B. 1398 als Cum Miclos de Kazimir erwähnt). Politisch zählte der Ort zunächst zum Königreich Polen (ab 1569 in der Adelsrepublik Polen-Litauen), Woiwodschaft Krakau, Kreis Szczyrzyc. Bei der Ersten Teilung Polens kam Mikluszowice 1772 zum neuen Königreich Galizien und Lodomerien des habsburgischen Kaiserreichs (ab 1804).
1918, nach dem Ende des Ersten Weltkriegs und dem Zusammenbruch der k.u.k. Monarchie, kam Mikluszowice zu Polen. Unterbrochen wurde dies nur durch die Besetzung Polens durch die Wehrmacht im Zweiten Weltkrieg.
Von 1975 bis 1998 gehörte Mikluszowice zur Woiwodschaft Krakau.

## Sehenswürdigkeiten
- Kirche aus den Jahren 1858–1863;

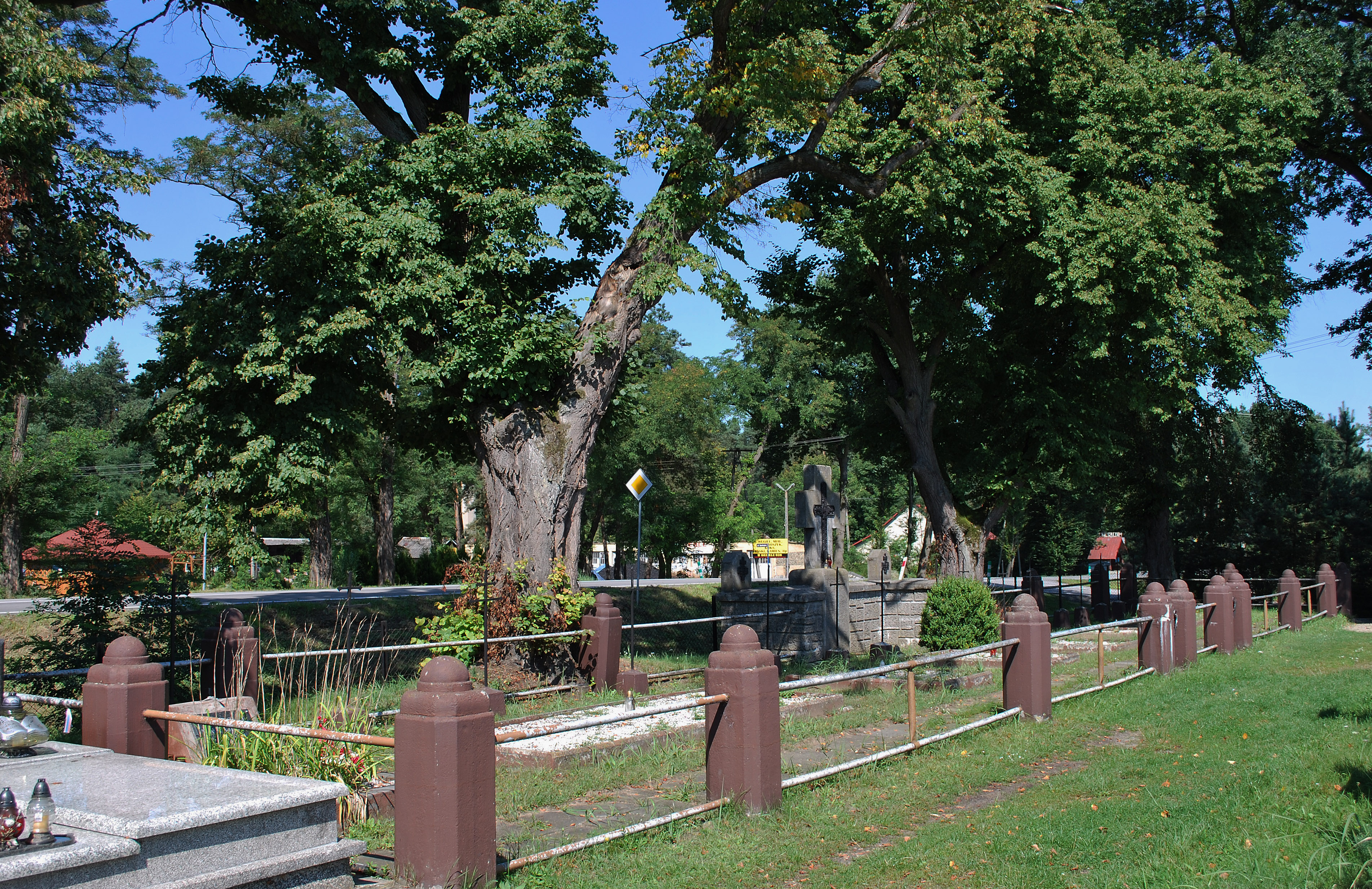
Soldatenfriedhof in Mikluszowice

- Soldatenfriedhof #323 aus dem Ersten Weltkrieg; Begraben wurden Ruppert Roman Etschmeir, Georg Sawicki, Heldowinger (Heldenringer), Otto Larisch, Johann Stubiś (Staleis), Istvan Rilecz, Alexander Krzyżanowski, Mathias Forsthüber, Johann Turek, Michael Jurkowski, Johann Zanki, Johann Gamsjäger, Alois Straus, Basilius Lupijczuk, Semion Kit (Kil), Johann Palczak, Stanislaus Brydziński, Johann Turkiewicz, Stefan Zajac;

## Geboren im Ort
- Franciszek Bardel (1869–1941), Minister für Landwirtschaft 1919 bis 1920
- Jan Ptaśnik (1876–1930), Mediävist